# فرودگاه منطقه‌ای ابلین
فرودگاه منطقه‌ای ابلین (به انگلیسی: Abilene Regional Airport) یک فرودگاه همگانی بهره‌برداری هوایی با کد یاتا ABI است که یک باند فرود آسفالت دارد و طول باند آن ۱۱۲۱ متر است. این فرودگاه در شهر ابیلین، تگزاس کشور ایالات متحده آمریکا قرار دارد و در ارتفاع ۵۴۶ متری از سطح دریا واقع شده‌است.